# Jean Babou
Jean II Babou, seigneur de La Bourdaisière, comte de Sagonne, né en 1511 à Tours et mort en 1569, est un militaire français, grand bailli de Touraine et grand maître de l'artillerie de France (1567), appartenant à la famille Babou de la Bourdaisière.

## Biographie

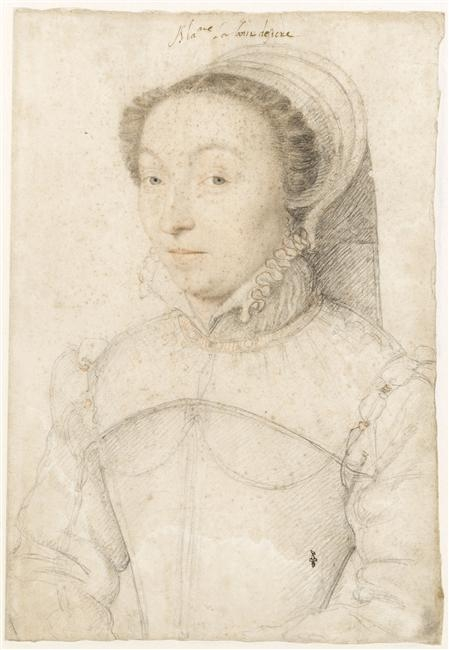
Françoise Robertet (1519-1580), épouse de Jean Babou (par François Clouet)

Jean Babou est le fils de Philibert Babou, seigneur de La Bourdaisière, maire de Tours (1521), et de Marie Gaudin, dame de La Bourdaisière, dame d'honneur de la reine Éléonore d'Autriche de 1532 à 1542.
Jean Babou est seigneur de La Bourdaisière, comte de Sagonne, seigneur de Thuisseau, de Chissé, de Vouillon, de Pruniers, de Germigny et de Brain-sur-l'Authion.
Dès 1528, il est échanson du roi François Ier et de la reine de Navarre, duchesse de Berry. L'année suivante, il est nommé gouverneur et bailli de Gien, puis maître de la garde-robe du Dauphin (futur Henri II). Il devient grand bailli de Touraine lors de la création de cet office qu'il exerça jusqu'à son décès, il est aussi maitre d’hôtel de François 1er et gentilhomme ordinaire de la chambre de Henri II (roi de France).
Il enrichit ses possessions par acquisition. En 1542, il acquiert d'Antoinette d'Amboise, dame de la Rochefoucauld-Barbezieux par son 2e mariage, la baronnie de Sagonne. En 1551, il acquiert de Marc de Beaufort-Canillac-Montboissier, comte d'Alluye, la seigneurie de Jouy. Puis en 1564, il achète à Victor Bourgouin, trésorier, la terre de Brain-sur-l'Authion, en Anjou.
Le 26 novembre 1559, il est chargé de diriger l'ambassade extraordinaire envoyée à Rome auprès du pape Pie IV par le roi François II. Après la mort du Roi, il se retire la cour. Il est rappelé par Catherine de Médicis qui le charge du gouvernement de la personne et l'entretien de François duc d'Alençon, et lui donne en qualité de lieutenant le commandement de la compagnie d'hommes d'armes des ordonnances du roi sous la charge de ce prince. En 1562, il est nommé capitaine des villes et château d'Amboise. En 1566, il est reçoit la décoration de chevalier de l'ordre de Saint-Michel.
En 1567, il devient gouverneur de Brest, nommé Maître Général de l'artillerie en France et le 15 mai 1568, il est appelé à siéger au Conseil d'État. Il se distingue à la bataille de Moncontour contre les protestants le 3 octobre 1569, par son courage et son habileté et permet la victoire par une adroite manœuvre de son artillerie. Il meurt le 11 novembre 1569 "en réputation d'un brave et sage gentilhomme et fort homme d'honneur" (selon Brantome).

## Union et descendance
Marié le 5 janvier 1540, à Blois, avec Françoise (de) Robertet, dame d'Alluye(s) au Perche-Gouët, née en 1519, dame d'honneur de Catherine de Médicis (1547-1575), de Marie Stuart en 1560 et de Louise de Lorraine (1575-1590) avec des gages de 400 livres tournois ; dont une quinzaine d'enfants :
- Georges Ier Babou (1540-1607), comte de Sagonne, capitaine des Cent-Gentilshommes du roi, x 1582 Marie-Madeleine du Bellay, sœur de Martin III, prince d'Yvetot, d'où : 
  - Georges II Babou (tué en duel en 1615), x vers 1613 Jeanne Hennequin du Perray
  - Marie Babou († ap. 1617), x 1602 Charles-Saladin de Savigny d’Anglure d’Etoges : Postérité, avec héritage du titre de marquis du Bellay
- Jean Babou de La Bourdaisière (1541-1589)  marié le 6 janvier 1580 avec Diane de La Marck (1544-1612), fille de Robert IV de La Marck
- Philibert Babou ; et Fabrice Babou
- Françoise Babou de La Bourdaisière (ca. 1542-1593), mariée le 16 mars 1559 à Chartres avec Antoine d'Estrées (ca. 1529-1609) : Parents de Gabrielle d'Estrées
- Isabeau Babou de La Bourdaisière (ca 1551-1625), mariée en 1572 avec François d'Escoubleau de Sourdis. Elle est, entre autres enfants, la mère du cardinal-archevêque François d'Escoubleau de Sourdis et de l'archevêque Henri d'Escoubleau ; elle était notoirement réputée la maîtresse du chancelier Philippe Hurault de Cheverny (1528-1599)
- Marie Babou († 1582), x 1559 Claude II de Beauvilliers, comte de St-Aignan
- Antoinette Babou de La Bourdaisière, mariée vers 1580 à Jean du Plantadis, maître des requêtes et chef du conseil de la reine Louise de Lorraine[3]
- Magdelaine Babou, x 1580 Honorat Ysoré d'Hervault de Pleumartin, gouverneur de Blaye
- Diane Babou, x Charles Turpin de Montoiron
- deux abbesses de Beaumont : Magdelaine Babou († 1577) ; et Anne Babou († 1613)
- Michelle Babou, abbesse du Perray.